# Janina Bartoszewska
Janina Bartoszewska (ur. 1943) – polska językoznawczyni, dr hab., profesor nadzwyczajny Instytutu Filologii Wschodniosłowiańskiej Wydziału Filologicznego Uniwersytetu Gdańskiego.

## Życiorys
Obroniła pracę doktorską, następnie uzyskała stopień doktora habilitowanego. Została zatrudniona na stanowisku profesora nadzwyczajnego w Instytucie Filologii Wschodniosłowiańskiej na Wydziale Filologicznym Uniwersytetu Gdańskiego.